# Jürgen Ruwe
Jürgen Ruwe (* 6. Dezember 1946 in Bielefeld) ist ein Generalleutnant außer Dienst des Heeres der Bundeswehr und war zuletzt Stellvertretender Inspekteur des Heeres.

## Militärische Laufbahn

### Ausbildung und erste Verwendungen
Jürgen Ruwe trat am 4. April 1966 als Offizieranwärter und Soldat auf Zeit in den Dienst der Bundeswehr ein. Bis 1969 wurde er zum Offizier der Panzertruppe in Koblenz und München ausgebildet. Nach Beendigung der Offizierausbildung wurde er bis 1977 beim Panzerbataillon 213 in Augustdorf zunächst als Zugführer, später als S2-Offizier und schließlich als Kompaniechef eingesetzt.
Von 1977 bis 1979 absolvierte Ruwe den Generalstabslehrgang an der Führungsakademie der Bundeswehr in Hamburg, zusammen mit Hans-Heinrich Dieter und Wolfgang Schneiderhan. Im Anschluss an diese Ausbildung nahm er eine Verwendung als Referent im Bundeskanzleramt in Bonn wahr, bevor er 1980, ebenfalls als Referent, zum Führungsstab der Streitkräfte in das Bonner Bundesministerium der Verteidigung versetzt wurde. 1981 wechselt er innerhalb des Führungsstabes und nahm einen Dienstposten beim Chef des Stabes wahr. Bereits 1982 wurde Ruwe erneut versetzt und wurde G3-Stabsoffizier im Stab der Panzergrenadierbrigade 19 in Ahlen/Westfalen.
Im Jahr 1985 übernahm er das Kommando über das Panzerbataillon 134 in Wetzlar, bevor er 1987 wieder nach Bonn zurückkehrte und dort als Referent in der Personalabteilung des Verteidigungsministeriums (BMVg), zuständig für in Aufbauverwendungen befindliche Generalstabsoffiziere, diente. Im Anschluss daran nahm er eine weitere Verwendung im BMVg wahr, als er als Adjutant dem damaligen Generalinspekteur der Bundeswehr Dieter Wellershoff diente.

### Generalsverwendungen
Am 1. Oktober 1991 folgte ein weiteres Truppenkommando. Ruwe übernahm als Kommandeur die Panzergrenadierbrigade 1 in Hildesheim. In dieser Verwendung erfolgte auch seine Ernennung zum Brigadegeneral. Anschließend wurde er erneut nach Bonn versetzt, diesmal zum Führungsstab des Heeres, wo er 1994 Stabsabteilungsleiter Organisation wurde. 1998 besuchte Ruwe das Royal College of Defence Studies in London, bevor er 1999 unter dem Kommando von Generalmajor Manfred Dietrich im Heeresamt in Köln Chef des Stabes wurde.
Am 1. Juli 2000 erhielt Ruwe mit der 7. Panzerdivision in Düsseldorf sein drittes Truppenkommando. Verbunden mit dieser Verwendung war die Ernennung zum Generalmajor. Das Kommando übergab er zum 30. September 2003 an Wolf-Joachim Clauß. Ruwe selbst wurde wieder zum Heeresamt nach Köln versetzt, dessen Leitung er als Amtschef am 1. Oktober 2003 übernahm. Im März 2005 wechselte er letztmals den Dienstposten und wurde Stellvertreter des Inspekteurs des Heeres, verbunden mit der Beförderung zum Generalleutnant.

## Einstweiliger Ruhestand
Am 27. Januar 2006 wurde Ruwe zusammen mit Hans-Heinrich Dieter, dem damaligen Stellvertreter des Generalinspekteurs und Inspekteur der Streitkräftebasis, in den einstweiligen Ruhestand versetzt. Anlass hierfür waren disziplinarische Ermittlungen wegen des Verdachts auf rechtsradikale Handlungen gegen den Sohn Ruwes, der an der Universität der Bundeswehr Hamburg studierte. Dieter, dem die Universität truppendienstlich unterstand, hatte im Oktober 2005 unbefugterweise vertrauliche Informationen über den Stand der Vorermittlungen an Ruwe weitergegeben. Am Abend des 27. Januar wurden beide Generale auf Grundlage des § 50 Soldatengesetz durch den Bundespräsidenten auf Antrag des Bundesministers der Verteidigung Franz Josef Jung in den einstweiligen Ruhestand versetzt.
Ruwe und Dieter wehrten sich juristisch gegen diesen Schritt und bemühten sich vergeblich um Rehabilitierung.

## Sonstiges
2011 wurde er Leiter des Regionalkreises West der Clausewitz-Gesellschaft. Er ist Mitglied des Beirates.
Jürgen Ruwe ist verheiratet sowie Vater zweier erwachsener Söhne und lebt in Alfter. Sein Sohn Christopher war ebenfalls Offizier des Heeres der Bundeswehr.